# Dilrüba Sultan
Dilrüba Sultan, född 1594, död 1623, var en osmansk prinsessa. Hon var dotter till Mehmet III och Halime Sultan, gift med Kara Davud Pasha och syster till Mustafa I. Hon deltog i den intrig som 1623 ledde till att hennes bror avsattes, och avrättades strax därpå. 